# TRANSFORM/marvelous road
〈TRANSFORM/merverous road〉는 VALSHE의 7번째 싱글이다. 2014년 7월 16일에 빙에서 발매됐다.

## 해설
- 〈TRANSFORM〉는 전생을 테마로 해서 제작을 했다[1][2][3].
- 〈marverous road〉는 iOS/안드로이드 애플리케이션 《WRITERZ》 테마송[4].

## 수록곡

### CD
DISC1
1. TRANSFORM (4:47)
작사: VALSHE, 작곡: 미나토, 편곡: 나카야마 마사토
2. marvelous road (4:12)
작사·작곡: 미나토, 편곡: G'n-
3. Chewing girl (3:49)
작사·작곡: VALSHE, 편곡: G'n-
4. TRANSFORM (Instrumental) (4:47)
5. marvelous road (Instrumental) (4:12)
6. Chewing girl (Instrumental) (3:49)

DISC2(초회한정반B)
1. VALSHE RADIO: 스마트폰 떨어뜨려서 변기에 흘러 편 (일본어: VALSHE RADIO ～スマホ落としてトイレに流れる編～)
2. 속죄(일본어: つぐない) (원곡: 덩리쥔)[4]
작사: 아라키 토요히사, 작곡: 미키 타카시, 편곡: FAITH-T
3. VALSHE RADIO: 스마트폰 떨어뜨려서 변기가 고장나 편 (일본어: VALSHE RADIO ～スマホ落としてトイレが壊れる編～)

### DVD
초회한정반A
1. “TRANSFORM” MUSIC VIDEO
2. 바루 산책 (가와고에 편)(일본어: ばる散歩 ～川越編～)

### 오리지널 무비
Musing반
1. 오리지널 무비 〈Musing Special Movie (가와고에 출장 편)(일본어: Musing Special Movie～川越出張編～)〉 시청 ID첨부(PC로만 시청 가능)
2. 톨 케이스 디지백 사양 VALSHE 손편지 첨부
3. 호화 8P 부클릿